# 张建一
张建一（1954年—），男，浙江湖州人，美国华裔男高音歌唱家，中央音乐学院声乐歌剧系教授，上海音乐学院、杭州师范学院、吉林艺术学院、西北师范大学音乐学院客席教授，曾任中国音乐家协会理事、中央音乐学院声歌系教授委员会主任，浙江音乐学院声歌系主任。

## 生平
张建一曾是浙江湖州平板玻璃厂的司炉工人，后被玻璃厂一名文工团员发现歌唱天赋，1977年曾试图报考中央五七艺术大学，但并未进入复试，次年杭州歌舞团招募临时演员，张建一从湖州前往杭州报考后，得到杭州歌舞团女歌唱演员杨卫平的指导，后拜师周小燕，1981年考入上海音乐学院声乐系。1984年，周小燕率领包括张建一在内的4名选手参加在维也纳举办的第三届国际歌剧歌唱家声乐比赛，张建一和女中音詹曼华同获第一名。1985年，张建一在该年央视春晚登台演唱《新春我们干一杯》和《祖国，慈祥的母亲》。
1986年，张建一进入美国茱莉亞學院就读，1989年获帕瓦罗蒂国际歌唱比赛大奖。2005年，张建一开始在中央音乐学院声乐歌剧系任教，2009年成为上海音乐出版社“全国高等音乐学院美声专业教材”系列的主编。